# August Friedrich Rapp
August Friedrich Rapp (* 22. Dezember 1807; † 15. Februar 1874 in Tübingen) war von 1857 bis 1874 Tübinger Stadtschultheiß (Bürgermeister). 
Er war Vorsitzender des Vereins für den Bau des Ludwig-Uhland-Denkmals in Tübingen und es ist ihm gelungen, den Bau des Denkmals nach dem Entwurf von Gustav Adolph Kietz 1873 zum Abschluss zu bringen. Bei Lesungen von Uhlands Dichtung setzte er sich für eine Darstellung ein, die sich neben Ausdruck stark auf Sprachrhythmus und -melodie konzentrierte.
Nach ihm ist die Tübinger Rappstraße benannt, die in der Weststadt den Schleifmühleweg mit der Herrenberger Straße verbindet.